# Naturizmus

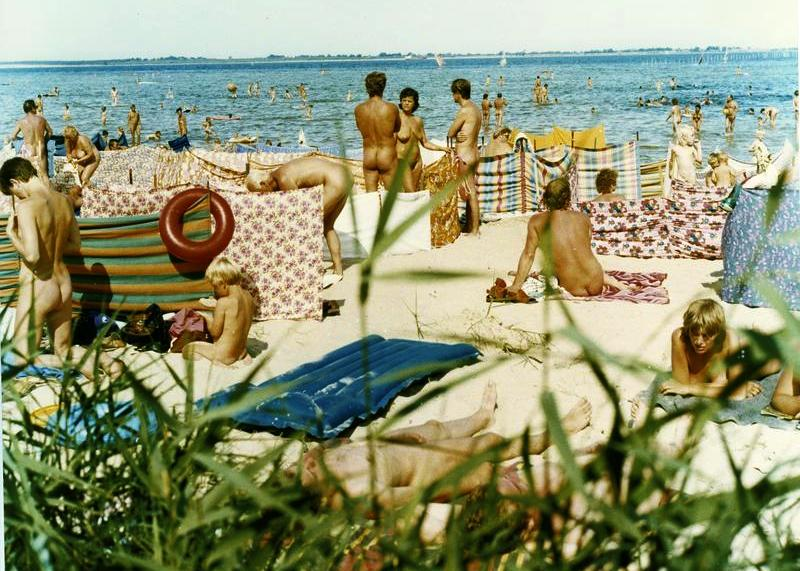
Népszerű FKK (Freikörperkultur) strand Rostock közelében, 1984

A naturizmus vagy nudizmus jellemzően azt jelenti, hogy emberek meztelenül vannak együtt (általában vegyes nembeli) csoportokban, olyan tevékenység végzése közben is, amelynél a meztelenséget a nem naturisták (a „textilesek”) illetve nem nudisták nem tartják feltétlenül szükségesnek. Ez néha nem teljesen nyilvános helyeken fordul elő, különösen az olyan országokban, ahol a nyilvános meztelen megjelenés törvénybe ütközik; a világ más részein viszont széles körben elfogadják. Azokat az embereket, akik a naturizmust vagy nudizmust gyakorolják, naturistáknak vagy nudistáknak nevezik. Némelyek úgy hiszik, hogy más emberekkel meztelenül együtt lenni szükségképpen mindig szexuális töltetű, és hogy a nudizmus erkölcsileg rossz vagy pornográf. A naturisták széles körben elutasítják ezt a nézetet.
Tipikus naturista tevékenységek a napozás és a sport, de számos naturista munka és hasonlók közben is jobban szeret meztelenül lenni, amikor csak a hőmérséklet és a társas helyzet lehetővé teszi (ideértve azt is, ha egyedül van).

## Általános tudnivalók
A naturisták szerint az emberi testen semmi szégyellni való nincsen, hiszen mindnyájan ezzel élünk, és örömmel el kéne fogadnunk a testünket.
Sokan különbséget tesznek a naturizmus és nudizmus között. E nézet szerint nudista az, aki időnként a ruhátlanságot választja; naturista pedig, akinek filozófiája az alkalmi meztelenségnél többet foglal magába: gyakran környezettudatosságot, olykor vegetarianizmust, vagy egyszerűen a természettel való szorosabb viszonyt. (Ennek jele lehet a strand és a vizek tisztán tartása, a hulladék begyűjtése magunk után, a hangoskodás kerülése stb.) A naturista strandon tett látogatás felhatalmazhat valakit arra, hogy nudistának nevezze magát, de még nem tesz senkit naturistává. Az átöltözés és a zuhanyozás egyikre sem ad alapot. A házi munka meztelen végzése már annak minősülhet: számos naturista tesz így otthonában. Elterjedt nudista gondolat, miszerint „a ruha alatt mindig meztelenek vagyunk”. A nudista vagy naturista elnevezés valójában a gyakorlója szellemi hozzáállására utal, nem pedig valamely mások által felállított, szigorúan behatárolt osztályozásra. Mások szerint a naturizmus kifejezés pusztán sznobizmus, és nincs is valódi különbség.
A naturista és az ilyen jellegű szervezetek a nyilvánosság előtti szexmentességet írják elő és várják el, és a legtöbb helyen igen ritka a nyíltan szexuális viselkedés. Ezek a sztereotipikusan család-orientált klubok és strandok. Vannak olyan alternatív csoportok (például a szvingerezők), ahol szintén nem viselnek ruhát az emberek, de ezek inkább szexklubok, mint valódi naturistaklubok.
Egyes naturistaszervezetek nem engedélyezik a részvételt piercinggel rendelkező embereknek (ez a szabály vélhetően a piercingben lévő idegen tárgyra utal, nem magára a piercingviselés szokására). A legtöbben azonban elfogadnak bármely alakú, magasságú és típusú embert, így többek közt a forradással, a tetoválással vagy a sajátosan lenyírt szeméremszőrzettel rendelkezőket is, amint annak hiánya sem jelent akadályt. Némely naturistaszervezetek nem engednek be egyedülálló férfiakat (l. például angolul  Archiválva 2004. augusztus 4-i dátummal a Wayback Machine-ben).

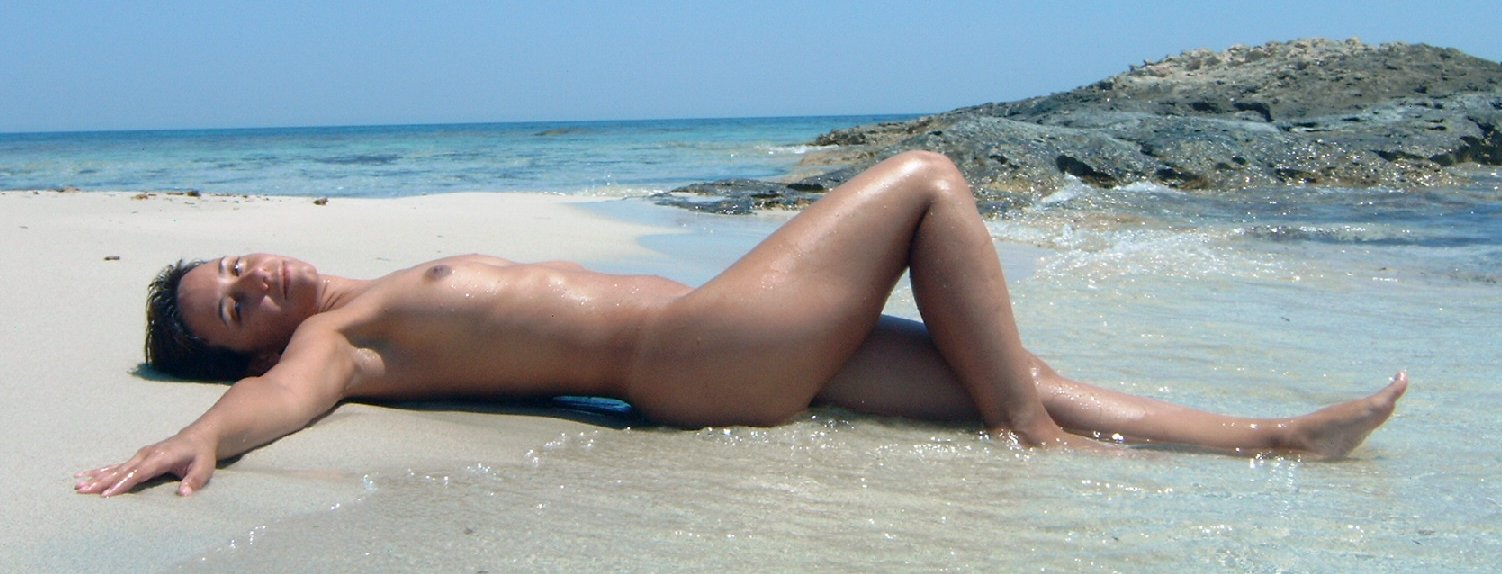
Meztelenül napozó nő Formentera sziget tengerparti fövenyén (Spanyolország)

A naturizmus nem egyenlő az exhibicionizmussal. A naturizmus ugyanis lényege szerint az, ha valaki meztelenül szeret lenni, és nem elsősorban az érdekli, hogy másokat meztelenül lásson, vagy mások őt meztelenül lássák. Mindenesetre sokféle embert vonz ez a mozgalom, különféle okoknál fogva. Sok naturista meggyőződése szerint a természeti környezettel való nagyobb fokú érintkezés (amit a meztelenség is elősegít) számos jótékony egészségügyi hatással jár. A napfényről kimutatták, hogy a bőr egyes állapotaira jó hatással van, és a testnek szüksége van rá a D-vitamin előállításához. A naturisták gyakran állítják, hogy nyugodtabbak és jobb a lelkiállapotuk, ha megszabadulhatnak ruháiktól. A hasonló gondolkodású emberekkel való együttlét megkönnyítheti a személyek közötti kapcsolatok kialakulását, például új barátok megismerését, és számos naturistaszervezet igazából egy-egy nagy társasági klub. E klubok némelyike szigorúbb belépési követelményeket állít fel, mint némely hagyományos, előkelő exkluzív klub – például referenciát, kezest, próba-tagságot, bizottsági jóváhagyást stb. követelnek meg. A spektrum másik végén a „szervezetlen” naturizmust találjuk, ahol nincs mihez csatlakozni, nincs kinek fizetni, és ahol csak a polgárjog, a szokásjog és a büntetőjog szolgál alapul az etiketthez. Jó néhány ember az ehhez hasonló informális nudizmus révén találkozik először a naturistamozgalommal (például olyan strandon, ahol a ruhaviselet szabadon választható, egy barát erdei házában, vagy egy tengerparti buli során).
A naturistaklubokban van néhány szabály ami az etikett része, be nem tartásuk illetlenségnek számít. Ilyen – nyilvánvaló higiéniai okokból – bevezetett szabály, hogy a naturisták meztelen fenékkel nem ülnek le, a széket, padot előtte mindig leterítik egy törülközővel. Ennek megfelelően más törülközőjére ülni is illetlenség. A naturistaklubokban sokszor tilos fényképezni vagy csak úgy szabad, ha a képen egyértelműen nincs idegen. Általában nem nézik túl jó szemmel, ha egy férfinak spontán erekciója van, bár erről a naturista internetes fórumokon sok vita folyik. Ilyenkor a férfinak illik (ha feküdt) hasra fordulni, törülközővel eltakarni, úszni vagy zuhanyozni menni. Vannak akik a spontán erekciótól való félelem miatt nem mernek naturista strandra menni, de tapasztalat szerint a naturistastrandokon nagyon ritka, hogy a férfiaknak ilyen problémáik legyenek, pszichológiailag bizonyított, hogy az erekciótól való félelem meggátolhatja azt.
Ha az időjárás megköveteli természetesen a naturisták is felöltöznek. A naturisták általában elfogadó emberek; az alapgondolat mindössze annyi, hogy meztelenül végzik azokat a dolgokat, amelyeket mások általában ruhában tennének. A hangsúly a módon van.
Virágzó naturistamozgalom működik Németországban, különösen a volt Kelet-Németországban (ott FKK-nak, Freikörperkulturnak, azaz a szabad test kultúrájának nevezik), Franciaországban, Hollandiában, és számos más országban is léteznek kisebb hasonló szervezetek. Ázsia nagy részén szinte ismeretlen a naturizmus, bár az utóbbi időkben lassan ott is terjedni kezdett. A társas meztelenséget számos kultúrában megtaláljuk, különösen a társas fürdés kontextusában, olykor mindkét nem tagjaival vegyesen.

## Naturista terminológia

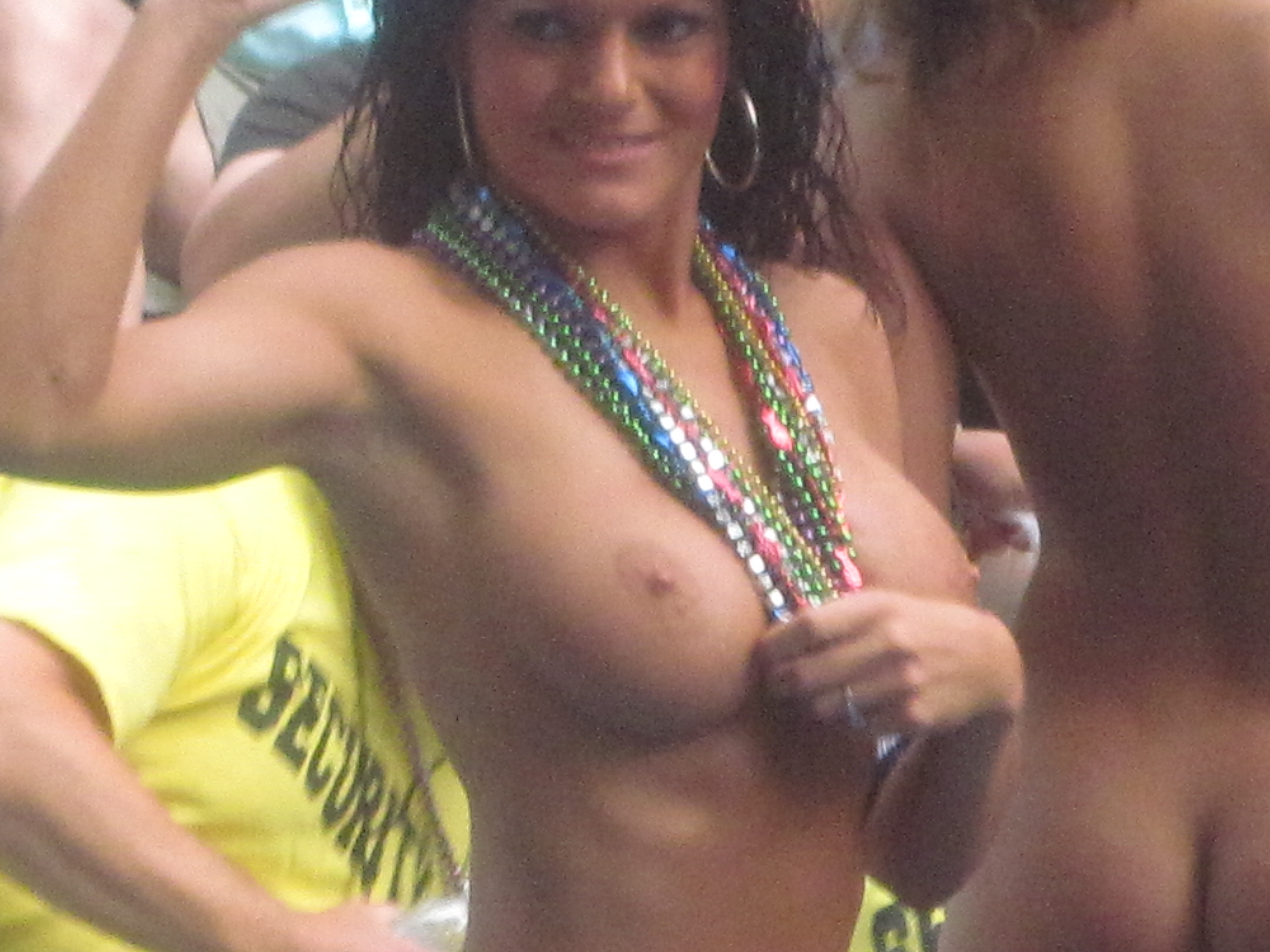
Naturisták egy rendezvényen

A naturisták gyakran textilesként hivatkoznak azokra a helyekre és emberekre, akik nem gyakorolják a naturizmust. A tolerált naturistastrand vagy a fürdőruha nem kötelező (clothing optional) fogalmak olyan helyekre utalnak, ahol megengedik és támogatják a meztelenséget, de megtűrik a ruhaviselést is, míg a nudista vagy naturista hely rendszerint ragaszkodik a teljes meztelenséghez, ahol csak lehetséges (hogy senkinek se kelljen úgy éreznie: nincs megfelelően öltözve). A topfree elnevezés olyan helyekre vonatkozik, ahol megengedik a fedetlen női mellet. Ezt toplessnek nevezik, de inkább a topfreet használják a topless negatív konnotációi miatt. Magyarul leginkább a monokini kifejezést használjuk rá. A szervezetek közt megkülönböztethetünk területtel rendelkezőket és nem rendelkezőket: az előbbinek saját ingatlana van, míg az utóbbiak más-más helyeken jönnek össze, például naturista-üdülőhelyeken, vagy a célra kibérelt tekepályákon vagy uszodákban.

## A naturizmus története
Két tetű-alfaj, a fejtetű (Pediculus humanus capitis) és a ruhatetű (Pediculus humanus corporis) genetikai vizsgálatával a kutatók (Andrew Kitchen, Pennsylvania Állami Egyetem) megállapították, hogy ősünk mikor kezdhetett el ruhákat viselni. Az öltözködés az új eredmény szerint az eddig becsült időpontnál régebben, körülbelül 190 000 éve jelenhetett meg. Ekkorra már elvesztette testszőrzetének jelentős részét, és kőeszközeivel képes volt arra, hogy állatokat nyúzzon meg. Maga a Homo sapiens faj legalább 200 000 éve létezik. Az emberi faj „természetes” (értsd: eredeti) állapota a meztelenség volt, és ez ma is vonatkozik a melegebb égövek alatt élőkre. A hidegebb éghajlatokon azonban a ruhátlanság nem feltétlenül természetes.
Az informális nudizmusnak mindig is akadtak példái. Az ókori kultúrák (például a görögök és a rómaiak) olykor eléggé más módon viszonyultak a ruhátlan emberi testhez, mint napjainkban. A gimnázium szó a görög gümnaszionból ered, az pedig a gümnosz-ból, amely meztelent jelent, mivel a testedzést rendszerint ruhátlanul végezték Görögországban. A meztelenség sok esetben a munkához kapcsolódott: a keresztény evangéliumok említést tesznek egy esetről, amikor Péter apostol, aki halász volt, felöltötte ruháit, hogy Jézussal találkozzon.
A meztelenség elítélése gyakran vallásos gyökerű. Egyesek csak akkor kezdtek ruhát hordani, amikor a misszionáriusok azt állították, hogy az civilizáltabb. Számos hívő naturista létezik azonban, aki rendszeresen jár istentiszteletre, és arra hívja fel a figyelmet, hogy ruháikkal korántsem vetik le erkölcseiket.
Az első ismert szervezett naturistaklub, a Freilichtpark (Szabad Fény Park) Hamburg mellett, Klingbergben nyílt meg 1903-ban. A naturistamozgalom elterjedt Németországban az 1920-as években, de a náci Gleichschaltung (egységesítés) során elnyomás alatt állt, miután Adolf Hitler hatalomra került. A társas naturizmus az USA-ban először az 1930-as években jelent meg, magánklubok és -kempingek formájában. Kanadában először Brit Columbia tartományban jelent 1939-ben, Ontarióban pedig kilenc évvel később.

## A naturizmus Magyarországon
A naturizmus Magyarországon egybeforrt Délegyháza nevével. A korábbi kavicsbányák tavainál az 1970-es évek közepén kezdtek megjelenni a naturisták. Ekkor még semmilyen infrastruktúra nem volt kiépítve, sőt bármikor megjelenhetett a rendőrség, mivel a nyilvános meztelenségükkel szabálysértést követtek el. A nomád állapotokból és a zaklatásokból a naturistáknak egyre inkább elegük lett. Először két elkülönült csoport alakult ki, az úgynevezett "Osztályzó tónál" egy kisebb létszámú szervezettebb, és az úgynevezett "Ötös tónál" egy jelentősen nagyobb létszámú, de lazább szervezettségű csoport. Az "Ötös tónál" WC-k épültek, kutakat fúrtak és megszervezték a hulladék gyűjtését, elszállítását. A bejáratoknál "házirendet" függesztettek ki. Hasonló lépések történtek az "Osztályzó tónál" is. A két tó vezető személyiségeinek összefogásával egy Tavi Intéző Bizottságot sikerült felállítaniuk és elkezdték a helyzet pontos felmérését. Az 1983-as összeírás szerint nyáron, hétköznap 1000–4000, hétvégén tíz-húszezer ember is kijárt a „nudira”. Még abban az évben a minisztérium megadta az engedélyt egy helyi csoportokkal rendelkező országos szervezet létrehozására, Magyar Naturisták Egyesülete (MNE) néven. Délegyháza ekkor indult fejlődésnek: fallal zárták ki a kíváncsi szemeket, újabb WC-k, zuhanyzók, büfék és kemping mellett egy panzió is épült. A "telep" bázisa az "Ötös tónál" alakult ki. Az "Osztályzó taviak" is átköltöztek erre a helyre. A szocializmus évei alatt a naturizmus lehetősége különleges szabadságjog volt, naturistának lenni bizonyos fokú lázadásnak számított. A 90-es évektől talán ezért is kezdett csökkenni a délegyházi strand látogatóinak száma. Az MNE  sokáig a legnagyobb létszámú naturista szervezet volt. Mára már tagjainak száma csupán néhány száz fő és vetekszik  a 2000-ben alakult NBBKE  és NaVKE tagsági adataival. Hazai viszonylatban azonban ma is Délegyháza  a legnagyobb területtel rendelkező naturista kemping. A ma 23 hektár területtel rendelkező kemping és strand valódi kis birodalom, mely télen-nyáron időkorlátozás nélkül látogatható, és kedvező mikroklímája, a változatos domborzat és a vizek kitűnő minősége mellett környezetbarát szemléletével, emellett vendéglátóegységeivel, számos látogatót vonz.
Délegyháza után a 80-as évek végén sorra nyíltak meg más helyeken is a naturista kempingek, úgy mint Balatonberény vagy a SZIKI de  az ányási kanyarnál levő Tisza-parton is, ahol hazánkban  második alkalommal alakult meg naturista egyesület, mely  a mai napig nomád körülmények között működik és vadregényes tájával, homokos partjával sok látogatót vonz a nyári időszakban.

## Naturista szervezetek

### Naturisták Magyarországi Szövetsége (NAMASZ, 2006-ban alakult)

#### Elnöksége
- Szabó Gábor (elnök)
- Veres Péter (alelnök)
- Markács Rózsa (főtitkár)

#### Alapító tagok
- Naturisták Virtuális Klubja Egyesület (NaVKE)
- Naturisták Berényi Baráti Körének Egyesülete (NBBKE)
- Sziki Naturista Egyesület

#### További rendes tagok
- Magyar Naturisták Egyesülete (MNE) (2015-től)

#### Pártoló tagok
- Ányási Természetbarátok és Naturisták Egyesülete
- Balatontourist

### Naturista szervezetek világszerte
- International Naturist Federation/Federation Naturiste Internationale (INF/FNI, Nemzetközi Naturista Szövetség) regionális tagszervezetekkel 30 országból
- Internacia Naturista Organizo Esperantista (INOE, Nemzetközi Naturista Eszperantista Szervezet) 2018-ban 50 tagja van
- Ausztria: Österreichische Naturistenverband (ÖNV)
- Amerikai Egyesült Államok: az American Association of Nude Recreation (AANR) és a The Naturist Society (TNS) a két fő naturistaszervezet.
- Belgium: Federatie van het Belgisch Naturisme / Fédération Belge de Naturisme (FBN)
- Egyesült Királyság: British Naturism (BN), korábbi nevén Central Council for British Naturism (CCBN).
- Franciaország: Fédération Française de Naturisme (FFN)
- Hollandia: Naturisten Federatie Nederland (NFN)
- Kanada: a Federation of Canadian Naturists (FCN) és a La Fédération Québécoise de Naturisme (FQN) a két országos naturistaszervezet.
- Németország: Deutscher Verband für Freikörperkultur (DFK)
- Olaszország: Federazione Naturista Italiana (FENAIT)
- Spanyolország: Federación Española de Naturismo (FEN)

## Nyilvános szabadtéri naturistahelyek

### Magyarország
A jelentősebb helyek:
- Délegyházi Tavak illetve Naturista Oázis Kemping (Délegyháza)
- Szeged-Sziksósfürdöi Naturista Strand és Kemping – SZIKI néven is ismert (Szeged–Kiskundorozsma, Sziksósfürdő)
- Berény Naturista Kemping (Balatonberény)
- Ányási Természetbarátok és Naturisták Egyesülete (Mindszent)
- Lupa-tavak (Budakalász)
- Miklós FKK, Szigetszentmiklós
- Naturistaland,  Budapest

Magyarországi naturista közösség:
- Nudista helyek (Index Fórum)
- NaturLista (országos levelezési lista naturistáknak)
- Naturizmus Info – a magyar helyek naprakész keresője

### Amerikai Egyesült Államok
- Gunnison Beach, a New Jersey állambeli Sandy Hook National Parkban (Highlands közelében; egyórás komp-út Manhattanből). A legnagyobb törvényes naturistastrand a keleti parton.
- Haulover Beach, a Florida állambeli Miami-Dade megyében (a Sunny Isles Beach és Bal Harbour között). A legnépszerűbb naturistastrand Észak-Amerikában.
- Hippie Hollow Park, a Lake Travis partján, a Texas állambeli Austintól északnyugatra. A tó 1940-es évek végi kialakítása óta hagyományosan meztelen úszáshoz használják. A parkot hivatalosan a Texas állambeli Travis megye vezetése alá helyezték az 1980-as évek közepén, és hivatalosan továbbra is szabadon választható a fürdőruha-viselés.
- Black's Beach, a Kalifornia állambeli San Diegóban, La Jolla-tól északra, a Torrey Pines State Parktól délre; talán a legnagyobb naturistastrand az Egyesült Államokban. Megközelíthető La Jollából, a Torrey Pines State Parktól, a Salk Institute melletti vitorlázórepülő-kikötő melletti domboldalon, az ösvényeken. A Black's Beach egy része a State Parkon belül található, másik része pedig San Diego városában. Bár a városban jogilag illegális, a meztelen napozás elleni rendeletet nem veszik figyelembe és nem követelik meg a betartását.
- A Florida állambeli Pasco megyében hét naturistaüdülő található.

### Ausztria
- Bécs, Donauinsel[4] mesterséges sziget a Dunában, aránylag közel a városközponthoz

### Belgium
- Bredene, Bredene Renbaan (Hippodroom) villamosmegálló: homokos tengerpart (az egyetlen naturistastrand az országban, 2001 óta létezik).

### Brazília
- Tambaba: homokos tengerpart.

### Dánia
- Dániában minden strandon szabadon választható a ruhaviselet, hacsak másképpen nem jelölik.

### Egyesült Királyság
Angliára a jól szervezett naturista mozgalom a jellemző. Az országban élénk klubélet folyik: a klubok száma 130 körül van, az éves tagdíjat fizető regisztrált tagok száma körülbelül 12 ezer fő. Legnépszerűbbek a napozásra, sportolásra helyszínt és lehetőséget biztosító, a külvilágtól elzárt "Sun Club"-ok, illetve a többnyire heti egy este ruha nélküli úszásra lehetőséget adó "Swimming Club"-ok, de természetesen megtalálhatók más sportokra, szaunázásra, stb. specializálódott klubok is. Bár az időjárás hűvösebb, mint a déli országokban, ennek ellenére országszerte több mint 50 helyen van naturista partszakasz a tengerparton.
Hivatalosan is elismert strandok
- Brighton East Beach (Brighton, East Sussex)
- Budleigh Salterton (West End) (Budleigh Salterton, Devon)
- Cleat's Shore (Lagg, Isle of Arran)
- Eastney Beach (Portsmouth, Hants)
- Fairlight Glen (Hastings, East Sussex)
- Gunton Sands (Corton Beach) (Lowestoft, Suffolk)
- Holkham Beach (Wells-next-the-Sea, Norfolk)
- Leysdown East (Isle of Sheppey, Kent)
- Morfa Dyffryn (Gwynedd)
- St Osyth (Clacton, Essex)
- Studland Bay (Swanage mellett, Dorset)

Egyéb naturista lehetőségek
- British Naturism
- The Naturist UK Fact File Archiválva 2012. február 8-i dátummal a Wayback Machine-ben

### Franciaország
- Leucate (naturista negyed)
- Montalivet

### Görögország
- Kréta – (Plakias – A Plakias beach délkeleti része; Mikro-Amoudi – Plakiastól keletre az Amoudi és Demnoni beachek között; Komos beach – a beach északnyugati része, több kilométer hosszúságban; Matala – Red beach; Sougia strand keleti része; Paleochora; – Chora Sfakiontól keletre 500 m-re; Vritomartis hotel[5][6] – a Vritomartis hotel alatt a tengerparton)
- Santorini – (Vlychada beach a napernyős résztől nyugatra; Monolythos – Monolythos kikötőtől kb 2 km északra)
- Kefalonia – Viglanatura naturista resort

### Horvátország
- Naturista-strandok Horvátországban[7]
- Valalta, naturista kemping[8]
- Cres sziget / Kovacine[9]
- Koversada
- Solaris kemping
- Ulika
- Bunculuka

### Hollandia
- Almere, Zilverstrand
- Callantsoog, homokos tengerpart 1,5 km-re délre – az ország legrégibb hivatalos naturistastrandja, története 1973-ig nyúlik vissza.
- Delft, északkeleti oldal.[10]
- Rijswijk, Wilhelmina Park, déli oldal.[11]
- Scheveningen, Hága, homokos tengerpart 1 km-re északra.
- Zandvoort, homokos tengerpart 2 km-re délre.
- a továbbiakat l. itt:[12][13] a tengerparti helyeket kilométerrudak és számok jelzik, 250 méterenként farudakon jelölve. L. a térképet (zip-fájl)[halott link]; stranddal Den Heldertől Hoek van Hollandig, amelyen elérhetők ezek a számok és a közlekedési információ.

A stranddal rendelkező városrészekben (ahol rendszerint csendes részek is vannak) rendszerint naturistastrand is található; még ha az illető városrész nem is kedveli igazán, kijelöl e célra egy csendes részt, hogy a strand többi részét betilthassa a naturizmust.

### Kanada
- Ontario Ontario minden területén, hacsak a városi vagy községi előírások másképpen nem rendelik, lehetővé teszik nőknek és férfiaknak is, hogy nyilvánosan meztelen felsőtesttel mutatkozzanak.
- Hanlans Point, homokos tengerpart mindössze 15 percnyi kompjárásra Toronto belvárosától; Ontario.
- A Wreck Beach a második legnagyobb olyan strand Észak-Amerikában, ahol a ruhaviselés szabadon választható, több mint 100 000 látogatóval minden évben. A Brit Columbia tartománybeli Vancouverben található, a Fraser River folyó északi ágánál.
- A Québec tartománybeli Oka, kb. 40 km-re Montréaltól.

### Németország
- München, az Angol kert (Englischer Garten) egy része, a városközpont közelében; azonkívül a Feldmochinger See nyugati részén, az északnyugati elővárosokban.[14]
- A legtöbb strandon van kijelölt FKK terület.

### Szlovénia
- Lendva, a Terme Lendava területén a Lipa Autóskemping és a hozzá tartozó "Szőlőfürt" medence minden év október 15-től május 15-ig,
- Banovci, a Soncni Gaj Naturista Kemping Európa első termálvíz mellett elhelyezett naturista kempingje, a Terme Banovci mellett.
- Piran naturista szabadstrandja

### Románia
- Costineşti, a Fekete-tenger parton
- Lacul Techirghiol (Tekirgiol tó)

### Spanyolország
- Formentera

## Vegyes
Az USA-ban két helyen van ifjúsági naturistatábor: a Florida állambeli Lake Comóban, valamint az arizonai Shangri-Lában.
A White Tail Park-i tábor Virginia államban, Southampton megyében lehet, hogy megszűnik: noha a táborok szigorúak mentesek a szexualitástól, Virginia egy 2004-es törvényével betiltották az ifjúsági naturistatáborokat, kivéve ha valamely szülő, nagyszülő vagy törvényes gyám jelen van, a szexuális zsákmányra vadászók veszélyeire hivatkozva.
Az ACLU nevű szervezet, a park, három fiú (11, 15 és 17 évesek), két lány (10 és 12 évesek) és szüleik (három szülői pár) 2004. június 29-én óvást emelt az új törvény ellen, arra hivatkozva, hogy az sérti a magánélethez való alkotmányos jogot.
A Dominikai Köztársaság északi partján található Cambium, a dinamikusan fejlődő naturista falu egy nyugodt és szabad környezetben. Itt meztelenül élhetnek és dolgozhatnak, saját házaikban lakhatnak a szabad testkultúrára vágyók. A strand mintegy 10 perc alatt érhető el autóval, s a többi strandlátogatóktól eldugott kis öblöket biztosít, amelyek ideálisak nudista fürdőzésre, pihenésre, kikapcsolódásra.

### Magyarul
- Naturista illemtan
- Natours Szeged – Naturista Strand és Kemping, Szeged, Kiskundorozsma-Sziksósfürdő
- Magyar Naturisták Egyesülete, Naturista Oázis Kemping, Délegyháza
- Naturisták Virtuális Klubja Egyesület
- Naturista helyek Magyarországon és Európában
- Nudista.lap.hu (linkgyűjtemény)
- Lukácsi Tamás: Szabad-e a nudista strandon fényképezni? avagy Fotós jogi kérdések; Műszaki, Bp., 1984
- Bende Miklós: Nudisták vagy naturisták? Gondolatok a meztelenség kultúrájáról és a kulturált meztelenségről; Fenyvesi Ervin: Naturizmus és a nemzetközi nyelv; Medicina, Bp., 1988
- Szabó Kálmán: A meztelenségtől a naturizmusig; Ímea, Pécs, 2007

### Angolul
- Meztelen röplabda
- Naturista Társaság
- Naturista Üdülés Amerikai Egyesület
- Nemzetközi Naturista Egyesület
- Nemzetközi Naturista Szövetség
- Kanadai Naturisták Szövetsége
- A 15 legfőbb érv
- 205 érv a naturizmus mellett (.pdf file)
- Naturista Cselekvési Bizottság (NAC) A naturizmussal kapcsolatos USA-beli és kanadai törvényekről és törvénytervezetekről, hírlevél
- Meztelenül a levegőben
- Nudista képregénysorozat
- Együttműködés a Test Szabadságáért
- I Nudisti, Nudisti italiani